# Římskokatolická farnost Drahany
Římskokatolická farnost Drahany je územní společenství římských katolíků v prostějovského děkanátu olomoucké arcidiecéze s farním kostelem svatého Jana Křtitele.

## Historie
První písemná zmínka o obci pochází z roku 1310. Za třicetileté války byla obec Drahany a fara z velké části zničeny, zbyl pouze malý dřevěný kostel. Kamenný farní kostel byl postaven koncem 18. století na místě dřívějšího dřevěného kostelíka. Byl vysvěcen roku 1790 prostějovským děkanem P. Františkem Kelnerem. V roce 1830 byla vybudovaná nová fara a vznikla samostatná farnost. Po první světové válce proběhla obnova interiéru kostela a věže. Po druhé světové byl kostel značně poničen. Opravy trvaly do roku 1962. Opravený kostel má okna s mozaikami českých patronů a oltář znázorňuje Křest Kristův a smrt sv. Jana Křtitele. Autorem je Raimund Ondráček.

## Duchovní správci
Od srpna 2020 je administrátorem excurrendo P. Mgr. Ing. Radomír Šidleja.

## Bohoslužby
| Kostel                         | Místo   | Bohoslužba (den) | Hodina                         | Poznámka     |
| ------------------------------ | ------- | ---------------- | ------------------------------ | ------------ |
| kostelem svatého Jana Křtitele | Drahany | neděle čtvrtek   | 9.30 17.00 /zima)/18.00 (léto) | Farní kostel |